# Rettangolo

Un rettangolo con misure (altezza × base) 4×5.

Rappresentazione di un rettangolo con le diagonali.

In geometria, il rettangolo è un parallelogramma che ha tutti gli angoli interni congruenti tra loro (e, di conseguenza, retti).
Da questa definizione si evince che in un rettangolo ciascuna delle due coppie di lati opposti è costituita da lati congruenti; in altre parole i rettangoli sono particolari parallelogrammi. I rettangoli sono anche particolari quadrilateri ciclici: si possono definire come i quadrilateri ciclici aventi come diagonali due diametri del cerchio circoscritto. 
Il quadrato è un tipo particolare di rettangolo, caratterizzato dall'avere tutti i quattro lati congruenti. Equivalentemente si dice che l'insieme dei quadrati è l'intersezione dell'insieme dei rettangoli con l'insieme dei rombi.
Nel parlare colloquiale per sottolineare che un rettangolo non ha tutti i lati congruenti come un quadrato, si dice che un rettangolo è una figura oblunga. Quando si presenta un rettangolo nel piano cartesiano e questo ha due lati sensibilmente più lunghi degli altri due e disposti orizzontalmente, si parla di rettangolo largo; se invece i lati più lunghi sono disposti verticalmente si parla di rettangolo alto o addirittura di rettangolo sottile. La lunghezza dei due lati opposti più lunghi viene chiamata lunghezza o base del rettangolo, mentre la lunghezza dei due lati più corti viene chiamata larghezza o altezza.

## Caratteristiche
Un quadrilatero convesso è un rettangolo se e solo se possiede una di queste caratteristiche equivalenti:
- un parallelogramma con almeno un angolo retto;
- un parallelogramma equiangolo;
- un parallelogramma con le diagonali di pari lunghezza;
- un parallelogramma ABCD dove i triangoli ABD e DCA sono congruenti;
- un quadrilatero che ha quattro angoli retti;
- un quadrilatero equiangolo.

### Rettangolo e rombo
Il poligono duale del rettangolo è un rombo, come illustrato nella tabella sottostante.
| Rettangolo                                     | Rombo                                                          |
| ---------------------------------------------- | -------------------------------------------------------------- |
| Tutti gli angoli sono congruenti.              | Tutti i lati sono congruenti.                                  |
| Lati opposti sono congruenti.                  | Angoli opposti sono congruenti.                                |
| Il suo centro è equidistante dai suoi vertici. | Il suo centro è equidistante dai suoi lati.                    |
| Il suo asse di simmetria biseca lati opposti.  | Il suo asse di simmetria biseca angoli opposti.                |
| Le diagonali sono congruenti.                  | Le diagonali creano nella loro intersezione angoli congruenti. |

## Formule
L'area del rettangolo è il prodotto della sua lunghezza per la sua larghezza, ovvero della sua base per la sua altezza. Per esempio, il rettangolo nella prima figura ha una base di 5 u e un'altezza di 4 u: la sua area è quindi 20 u², risultato della moltiplicazione 5 × 4. 
Se invece la base e l'altezza di un rettangolo si indicano rispettivamente con {\displaystyle \,b} ed {\displaystyle \,h} per la sua area {\displaystyle \,A} e per il suo perimetro {\displaystyle \,2p} si ha:
- Area {\displaystyle A\,=\,b\cdot h}
- Perimetro {\displaystyle 2p\,=\,2\cdot b+2\cdot h\,=\,2\cdot (b+h)}
- Diagonale {\displaystyle d={\sqrt {b^{2}+h^{2}}}} (teorema di Pitagora)

Nel calcolo infinitesimale l'integrale di Riemann viene definito come limite delle somme delle aree di rettangoli via via più sottili.

## Altri usi
Il termine, inteso come aggettivo, può specificare altre figure geometriche. 
- Triangolo rettangolo è un triangolo avente un angolo retto.
- Trapezio rettangolo è un trapezio nel quale i due angoli adiacenti a un lato obliquo sono retti.
- Prisma retto è un prisma avente le facce laterali perpendicolari alle basi
- Piramide retta è una piramide avente il vertice allineato con il centro della base